# C. P. Ramanujam
Chidambaram Padmanabhan Ramanujam, meist C. P. Ramanujam zitiert (Tamil சி.பி. ராமானுஜம்; * 9. Januar 1938 in Madras; † 27. Oktober 1974 in Bangalore), war ein indischer Mathematiker, der sich mit Algebraischer Geometrie und Zahlentheorie befasste.

## Leben
R. Narasimhan beschrieb C. P. Ramanujam als eines der stärksten mathematischen Talente, die Indien in der zweiten Hälfte des 20. Jahrhunderts hervorbrachte, gleichermaßen zu Hause in klassischer mathematischer Analysis als auch in abstrakter algebraischer Geometrie der Schule von Alexander Grothendieck, in analytischer und algebraischer Zahlentheorie.
Ramanujam studierte am Loyola College in Madras, wo der Mathematiker und Jesuit C. Racine ihn förderte. 1957 wurde er am Tata Institute of Fundamental Research zugelassen. Seine Studienkollegen waren damals Raghavan Narasimhan, mit dem er befreundet war und die Schule besucht hatte, und S. Ramanan. Dort hörte er unter anderem die Vorlesungen von Max Deuring über algebraische Funktionenkörper, die er ausarbeitete. Er wurde 1967 bei K. G. Ramanathan in Zahlentheorie promoviert. Vorher hatte er ein Problem von Carl Ludwig Siegel gelöst (einer der Prüfer bei seiner Dissertation), indem er zeigte, dass kubische Formen in 54 Variablen über jedem algebraischen Zahlkörper mindestens eine nichttriviale Lösung haben. Außerdem erzielte er Fortschritte in Zusammenhang mit dem Waringproblem über algebraischen Zahlkörpern. Aufgrund dieser Leistungen wurde er schon vor seiner Promotion Associate Professor am Tata-Institut. Er arbeitete auch Vorlesungsmitschriften zu den Vorlesungen von Igor Schafarewitsch (Algebraische Flächen) 1965 und David Mumford (Abelsche Varietäten) 1967 am Tata Institut aus, wobei er auch die Beweise verbesserte.
Er wurde von Mumford nach Harvard und von Grothendieck nach Paris eingeladen und war auch kurz in Paris. 1964 wurde bei ihm Schizophrenie diagnostiziert. Er ging zurück nach Madras und verließ 1965 das Tata-Institut, um Professor in Chandigarh zu werden, kehrte dann aber wieder ans Tata-Institut zurück. In der Folge wechselten Ausbrüche der Krankheit mit Phasen mathematischer Aktivität. Beispielsweise wurde er von Mumford als Gastprofessor ein Jahr an die University of Warwick eingeladen, als dort Algebraische Geometrie-Kurse liefen, und war Gastprofessor in Turin. Er bewies 1972 eine Variante des Verschwindungssatzes von Kunihiko Kodaira, der Bedingungen für das Verschwinden der ersten Kohomologiegruppen kohärenter Garben auf Flächen angibt, und die topologische Invarianz von Milnor-Zahlen. Am Tata-Institut versuchte man ihn zu halten und er ging auf eigenen Wunsch an dessen Abteilung für Angewandte Mathematik in Bangalore. 1974 nahm er sich mit Schlafmittel während einer seiner depressiven Phasen das Leben.
Er war Fellow der Indian Academy of Sciences (1973).